# Choriaster granulatus

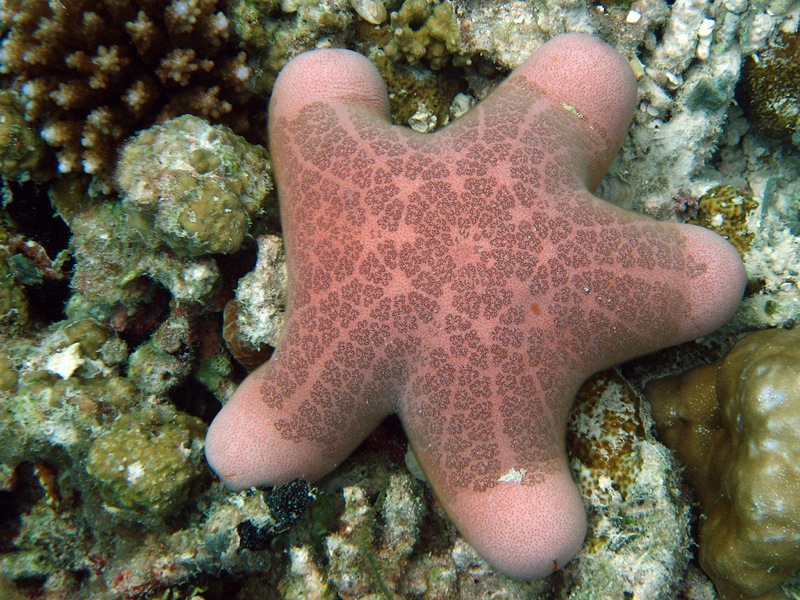
Hình ảnh của Choriaster granulatus

Choriaster là tên của một chi đơn sao biển chỉ bao gồm một loài, đó là Choriaster granulatus. Và loài này vô hại với con người. 

## Mô tả
Kích thước của loài này lớn, cơ thể phồng lên và có 5 cánh. Bán kính tối đa mà một cá thể phát triển được là 27 cm. Cơ thể có màu hồng nhạt. Nếu cánh của nó bị biến dạng thì đó là do các con sao sao sống kí sinh đang bám bên dưới bề mặt cánh.

## Phân bố
Choriaster granulatus sinh sống ở nhiều vùng nước nhiệt đới như: Đông Phi, Ấn Độ Dương-Thái Bình Dương, rạn san hô Great Barrier, biển Đỏ, Vanuatu, Fiji, Papua New Guinea.

## Môi trường sống
Loài này thích vùng nước nông. Độ sâu mà loại này có thể sống là từ 1,5 m đến 53 m. Nhiệt độ nước trên mức trung bình, từ 24 đến 29 độ C. Ở vùng Ấn Độ Dương-Thái Bình Dương, biển Đỏ, rạn san hô Great Barrier, Fiji, người ta thấy chúng tụ lại thành nhóm hoặc đang ở riêng lẻ. Chúng sinh sống trong các rạn san hô. Nếu không thì chúng sống ở môi trường có nhiều sỏi và mạt vụn.

## Thức ăn
Đây là loài động vật ăn thịt và có miệng ở mặt dưới như các loài sao biển khác. Con mồi bị hấp thụ ở bên ngoài miệng vì nó sẽ đưa cơ quan tiêu hóa ra bên ngoài. Thức ăn của nó là các loài động vật không xương sống nhỏ như san hô. Khi thiếu thức ăn, chúng cũng có thể ăn xác chết.

## Sinh sản
Ấu trùng Choriaster granulatus là động vật phù du sau đó quá trình biến thái hoàn toàn, nó trở thành con non. Con non lúc này có đầy đủ 5 cánh. Hình thức sinh sản của nó là sinh sản vô tính cũng như là sinh sản hữu tính. Trong sinh sản vô tính, cơ thể của nó tách ra làm đôi, tạo thành 2 cá thể riêng biệt. Sau một thời gian, các cá thể này sẽ mọc lại những bộ phân còn thiếu.